# گروپ کازینو

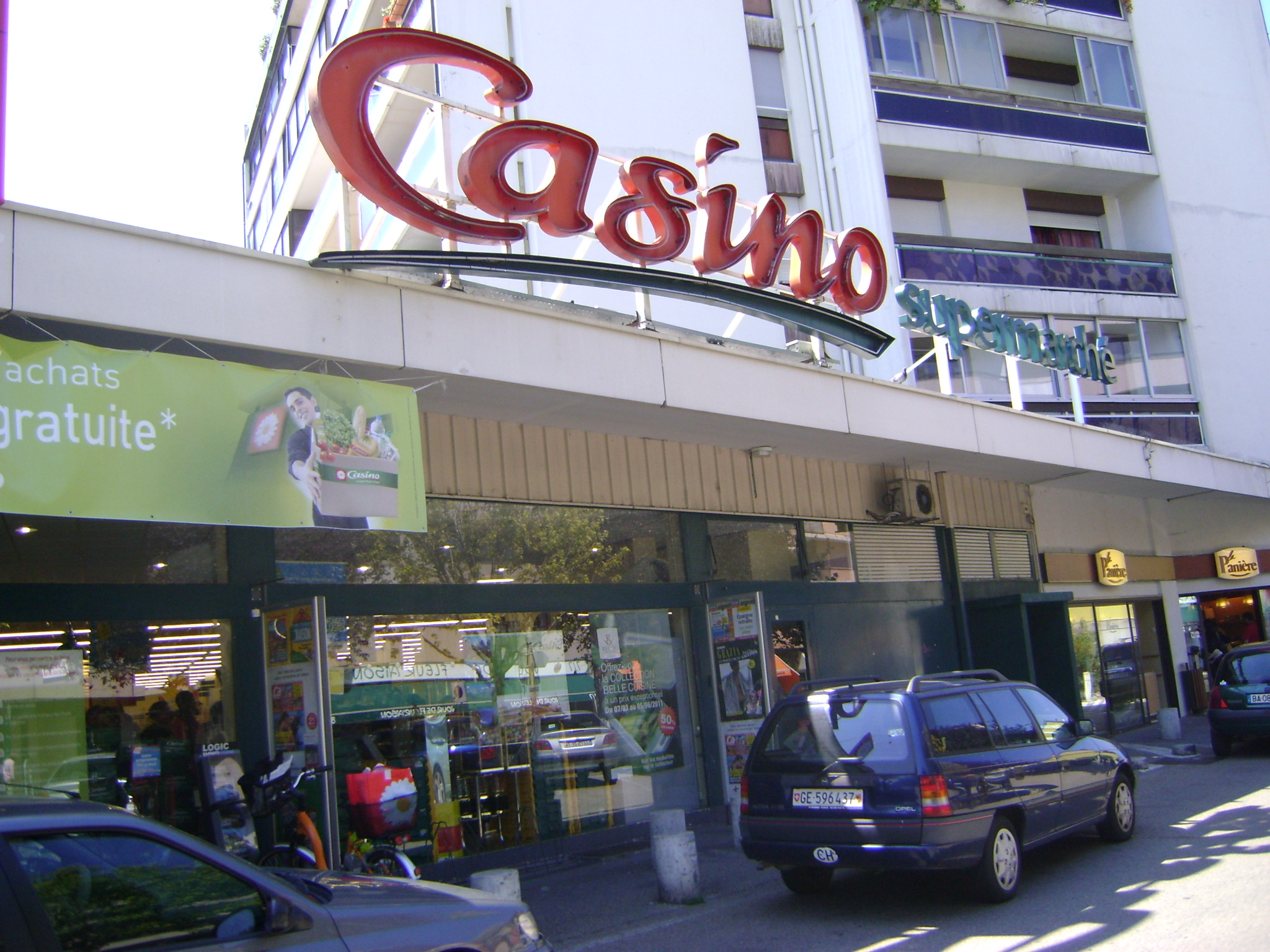
شعبه‌ای از سوپرمارکت کازینو در شهر اوت سووآ، فرانسه

گروپ کازینو (به فرانسوی: Groupe Casino) شرکت خرده‌فروشی فرانسوی است، که در زمینه توزیع کالا در سوپرمارکتها، هایپرمارکتها و فروشگاه‌های زنجیره‌ای خرده‌فروشی در کشورهای فرانسه، هلند، سوئیس، تایلند، ویتنام، فیلیپین، عربستان سعودی، قطر، هند، ایران، اردن، یمن، کویت، بحرین، آرژانتین، برزیل، کلمبیا، کامرون و گابن فعالیت می‌کند.
دفتر مرکزی این شرکت در شهر سن-اتین، فرانسه قرار دارد. بخشی از سهام شرکت گروپ کازینو در بازار بورس یورونکست پاریس دادوستد می‌شود، این شرکت جزئی از شاخص کک ۴۰ به‌شمار می‌آید.